# 萊曼 (愛荷華州)
萊曼（英語：Lyman）是位於美國愛荷華州卡斯縣的一個非建制地區。該地的面積和人口皆未知。

## 地理
萊曼所處的海拔為高於海平面392米（即1286英呎），而該地所採用的時區為UTC-6，即北美中部時區（CST）。同時該地設有夏令時間，為UTC-6調快一小時，即UTC-5（CDT）。